# Mes de la Historia Negra
El Mes de la Historia Afroamericana, es una observación anual en Canadá, Irlanda, Países Bajos, el Reino Unido, los Estados Unidos y otros países. Empezó como una forma de recordar acontecimientos y personas importantes en la historia de la diáspora africana. Está celebrado anualmente en los Estados Unidos y Canadá en el mes de febrero, así como en el Reino Unido, los Países Bajos y la República de Irlanda en octubre.

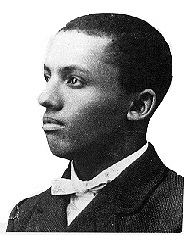
Carter G. Woodson (1875–1950)

### Semana de la Historia Afroamericana (1926)
El precursor del Mes de la Historia Afroamericana se creó en 1926 en los Estados Unidos, cuando el historiador Carter G. Woodson y la Asociación para el Estudio de la Vida e Historia de los Negros anunciaron la segunda semana de febrero como "Semana de la Historia Afroamericana". Esa semana fue elegida porque coincidió con el cumpleaños de Abraham Lincoln el 12 de febrero y de Frederick Douglass el 14 de febrero, ambas fecha celebradas por las comunidades negras desde finales del siglo XIX.
Desde la fase inicial del evento, el énfasis principal se puso en fomentar la enseñanza coordinada de la historia de los negros estadounidenses en las escuelas públicas de la nación. La primera Semana de la Historia de los negros recibió una respuesta tibia, que obtuvo la cooperación de los Departamentos de Educación de los estados de Carolina del Norte, Delaware y Virginia Occidental, así como de las administraciones escolares de las ciudades de Baltimore y Washington, D.C. A pesar estar lejos de la aceptación universal, el acontecimiento estuvo considerado por Woodson como "uno de los pasos más afortunados nunca antes tomados por la Asociación", y los planes para una repetición del evento sobre una base anual continuaron a buen ritmo.
En el momento del lanzamiento de la Semana de la Historia Afroamericana, Woodson sostuvo que la enseñanza de la historia Afroamericana era esencial para asegurar la supervivencia física e intelectual de la raza dentro de una sociedad más amplia.
En 1929, The Journal of Negro History pudo notar que, con solo dos excepciones, los funcionarios de los Departamentos de Educación de los Estados de "todos los estados con una considerable población negra" habían hecho conocer el evento a los maestros de ese estado y distribuido literatura oficial asociada con el evento". Las iglesias también desempeñaron un papel importante en la distribución de literatura en asociación con la Semana de Historia Afroamericana durante este intervalo inicial, con la participación de la prensa mayoritaria y de la prensa negra en el esfuerzo de la publicidad.
La Semana de Historia Afroamericana fue recibida con entusiasta respuesta; impulsó la creación de clubes de historia negra, un aumento en el interés entre los maestros y el interés de los blancos progresistas. La Semana de la Historia de los negros creció en popularidad a lo largo de las siguientes décadas, y los alcaldes de los Estados Unidos lo respaldaron como un día festivo.
El 21 de febrero de 2016, Virginia McLaurin, residente y residente de Washington D. C. durante 106 años, visitó la Casa Blanca como parte del Mes de la Historia Negra. Cuando el presidente le preguntó por qué estaba allí, McLaurin dijo: "Un presidente negro. Una esposa negra. Y estoy aquí para celebrar la historia negra. Para eso estoy aquí".

### Estados Unidos: Mes de Historia Afroamericana (1970)

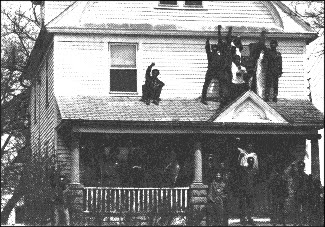
El Alumnado Negro Unido (Black United Students) fue el primer centro cultural negro (Kuumba House) en Estados Unidos en donde se llevaron a cabo muchos eventos de la primera celebración del Mes de la Historia Negra.

El Mes de la Historia Negra fue propuesto por primera vez por los educadores negros y los Estudiantes de Black United en la Universidad Estatal de Kent en febrero de 1969. La primera celebración del Mes de la Historia Negra tuvo lugar en el Estado de Kent un año después, del 2 de enero de 1970 al 28 de febrero de 1970.
Seis años después, el Mes de la Historia Negra se celebraba en todo Estados Unidos en instituciones educativas, centros de cultura negra y centros comunitarios, grandes y pequeños, cuando el presidente Gerald Ford reconoció el Mes de la Historia Negra, durante la celebración del Bicentenario de los Estados Unidos. Instó a los estadounidenses a "aprovechar la oportunidad para honrar los logros demasiado a menudo descuidados de los estadounidenses negros en cada área de esfuerzo a lo largo de nuestra historia".

### Reino Unido (1987)
El Mes de la Historia Negra se celebró por primera vez en el Reino Unido en 1987. Se organizó a través del liderazgo del analista ghanés Akyaaba Addai-Sebo, quien había servido como coordinador de proyectos especiales para el Gran Consejo de Londres (GLC) y creó una colaboración para obtener en marcha. Londres fue la primera ciudad en donde el mes fue celebrado en Reino Unido.

### Canadá (1995)
En 1995, después de una moción del político Jean Augustine, representando la equitación de Etobicoke–Lakeshore en Ontario, la Cámara de los Comunes de Canadá reconoció oficialmente a febrero como el Mes de la Historia Negra y honró a los canadienses negros. En 2008, el senador Donald Oliver se movió para que el Senado reconociera oficialmente el Mes de la Historia Negra, que fue aprobado por unanimidad.

### República de Irlanda (2014)
En 2014, la República de Irlanda se convirtió en el cuarto país del mundo en celebrar oficialmente el Mes de la Historia Negra. El Great Hunger Institute de Irlanda señala: “El Mes de la Historia Negra de Irlanda se inició en Cork en 2010. Esta ubicación parece particularmente apropiada, ya que, en el siglo XIX, la ciudad fue un importante centro de abolición, y las sociedades masculinas y femeninas contra la esclavitud acogieron un número de abolicionistas negros para dar conferencias allí, incluidos Charles Lenox Remond y Frederick Douglass."

### Otros meses de historia
- El mes de Historia de las mujeres
- LGBT Mes de historia

### Meses de patrimonio
- Mes Nacional de la Herencia Hispana
- Puerto Rican Mes de patrimonio

### Internacional
- Día de Concienciación negra, Brasil